# Cristian Ríos
Cristian Alejandro Ríos Alfonso (Santa Fe, Argentina; 18 de julio de 1980) es un exfutbolista argentino. Jugaba como mediocampista por izquierda y su primer equipo fue Unión de Santa Fe. Su último club antes de retirarse fue Universidad Técnica de Cajamarca. Dt de Porteña 

## Clubes
| Club                           | País      | Año       |
| ------------------------------ | --------- | --------- |
| Unión de Santa Fe              | Argentina | 1999-2001 |
| Racing                         | Argentina | 2001-2002 |
| Unión de Santa Fe              | Argentina | 2002-2003 |
| Independiente Medellín         | Colombia  | 2003      |
| Boca Juniors                   | Argentina | 2004      |
| Almagro                        | Argentina | 2004-2005 |
| San Martín de San Juan         | Argentina | 2005-2006 |
| Talleres de Córdoba            | Argentina | 2006      |
| Cobreloa                       | Chile     | 2007      |
| Cobresal                       | Chile     | 2008-2009 |
| Deportes Iquique               | Chile     | 2009-2010 |
| Unión de Sunchales             | Argentina | 2011-2012 |
| Juventud Unida de Gualeguaychú | Argentina | 2013      |
| UTC                            | Perú      | 2014      |

## Palmarés
| Título           | Club             | País      | Año    |
| ---------------- | ---------------- | --------- | ------ |
| Primera División | Racing           | Argentina | A-2001 |
| Primera B        | Deportes Iquique | Chile     | 2010   |
| Copa Chile       | Deportes Iquique | Chile     | 2010   |